# Башкирский институт физической культуры
Башкирский институт физической культуры (БИФК, Башкирский институт физической культуры (филиал) ФГОУ ВПО «Уральский государственный университет физической культуры») — крупнейший в Республике Башкортостан вуз для подготовки специалистов по физической культуре, спорту и туризму.

## История
Первоначальное название: Уфимский учебно-консультационный пункт Челябинского государственного института физической культуры. 6 марта 2000 года приказом Министерства спорта Российской Федерации, по ходатайству ректора Уральской государственной академии физической культуры профессора Л. М. Куликова, был создан Уфимский филиал Уральской государственной академии физической культуры. В сентябре 2005 года по результатам успешного прохождения процедуры аттестации и аккредитации Уфимский филиал УралГАФК был переименован в Башкирский институт физической культуры (филиал) ФГОУ ВПО «Уральский государственный университет физической культуры».

## Структура института
В составе института четыре факультета и 15 кафедр: 
- тренерско-преподавательский факультет (кафедра теории и методики зрелищных видов спорта и восточных единоборств (заведующая кафедрой — мастер спорта России по тхэквондо, судья всероссийской категории, кандидат педагогических наук, доцент А. С. Мавлеткулова), кафедра теории и методики фехтования, тяжелой атлетики и спортивных единоборств (заведующий кафедрой — заслуженный тренер России, тренер сборной команды РФ по пауэрлифтингу, судья международной категории, доцент Б. И. Шейко), кафедра теории и методики гребли, лыжного спорта и легкой атлетики(заведующая кафедрой — кандидат педагогических наук, доцент Л. Р. Макина), кафедра теории и методики спортивных игр (заведующая кафедрой — кандидат философских наук, доцент Г. М. Юламанова), Кафедра профессионально-ориентированного обучения (заведующая кафедрой — мастер спорта РФ по спортивной акробатике, кандидат биологических наук, доцент Л. Р. Шафикова)[1],
- факультет сервиса и туризма[2],
- факультет оздоровительных технологий (кафедра физических средств реабилитации (зав. кафедрой — д-р пед. наук, профессор Е. П. Артеменко); кафедра морфологии и физиологии человека (зав. кафедрой — д-р биол. наук, профессор Е. С. Волкова); кафедра спортивной медицины (зав. кафедрой — доктор мед. наук, профессор О. С. Коган).)[3]

### Магистратура
Аспирантура (по научной специальности 13.00.04 — Теория и методика физического воспитания, спортивной тренировки, оздоровительной и адаптивной физической культуры).
Занятия проводятся, помимо учебных корпусов, в спортивных сооружениях г. Уфы: «Уфа-арена», СОК «Биатлон», стадион «Динамо» и др.

## Студенты
В институте подготовлено свыше 2100 специалистов высшей квалификации. На сегодняшний день в институте обучаются 850 студентов очной формы обучения и около 1000 — заочной.
Среди выпускников и студентов БИФК: 
- Волков Антон[5] - известный топ-менеджер г. Уфы
- Рахметов Салават Кипаевич,
- Абдуллина Олеся Валиевна,
- Зайдуллин Эдуард Рамазанович, Дмитрий Клоков — заслуженный мастер спорта, чемпион мира по тяжелой атлетике, серебряный призёр XXIX летних Олимпийских Игр в Пекине,
- Сергей Мор — заслуженный мастер спорта, чемпион мира по пауэрлифтингу;
- Фаниль Мухаметьянов  — мастер спорта международного класса по пауэрлифтингу;
- Олег Петров  — мастер спорта международного класса по бобслею, участник четырёх ОИ;
- Вадим Аюпов  — мастер спорта международного класса по фехтованию,
- Равиль Казаков  — 3-кратный чемпион мира, абсолютный чемпион мировых игр, рекордсмен Европы и мира по пауэрлифтингу,
- Дамир Ахмедзянов  — чемпион мира среди молодежи по греко-римской борьбе;
- Николай Базунов  — мастер спорта международного класса по пауэрлифтингу,
- Юлия Чистякова  — чемпионка мира по пауэрлифтингу,
- Юрий Федоренко двукратный чемпион мира и Европы, рекордсмен Европы и мира по пауэрлифтингу,
- Светлана Шимкова  — чемпионка мира по тяжелой атлетике,
- Евгений Рогов  — серебряный призёр чемпионата Европы по армрестлингу[6],
- Жирнов Андрей  — мастер спорта России по легкой атлетике, 4-кратный чемпион России, рекордсмен России;
- Сахибзадаева Айгюль  — мастер спорта международного класса по легкой атлетике, рекордсмен России, участница Паралимпийских игр в Пекине (2006);
- Фардеев Генрих  — кандидат в мастера спорта по легкой атлетике, победитель и призёр чемпионата России по легкой атлетике среди спортсменов с поражениями опорно-двигательного аппарата (Ханты-Мансийск, 2009), призёр Первенства Мира (Швейцария, 2009);
- Сабитова Динара  — кандидат в мастера спорта, призёр Чемпионата России по большому теннису на колясках (Москва, 2009), участница Чемпионата Мира по большому теннису на колясках (Лондон, 2009);
- Лавриненко Ольга  — кандидат в мастера спорта, призёр Чемпионата России по большому теннису на колясках в паре (Москва, 2009);
- Овсянникова Анастасия  — кандидат в мастера спорта, победитель и призёр чемпионата России по легкой атлетике среди лиц с поражениями опорно-двигательного аппарата (Краснодар, 2010),
- Майоров Александр  — кандидат в мастера спорта, призёр Чемпионата России по дзюдо (г. Зеленоград, 2009);
- Назмутдинов Рустем  — мастер спорта, победитель и призёр Чемпионата России по дзюдо (г. Зеленоград, 2009)/>.

## Преподаватели и руководство
Директор БИФК — доктор педагогических наук, профессор, заслуженный тренер РСФСР, заслуженный работник физической культуры РБ, мастер спорта СССР по тяжелой атлетике П. С. Горулев. Заместитель директора по учебной работе — доктор педагогических наук, профессор, заслуженный работник физической культуры РФ, мастер спорта СССР по дзюдо С. В. Павлов. Заместитель директора по инновационной и научной работе, доктор биологических наук, профессор Румянцева, Эльвира Римовна.
Из 150 преподавателей имеют ученые степени и звания 68,5 %, остепененность штатных преподавателей составляет 72,8 %. В числе преподавательского состава 15 докторов наук, 72 кандидата наук. В БИФК работают заслуженные работники физической культуры Республики Башкортостан и Российской Федерации, заслуженные тренеры России, мастера спорта России и мастера спорта международного класса.